# Astragalus hamrinensis
Astragalus hamrinensis är en ärtväxtart som beskrevs av Joseph Friedrich Nicolaus Bornmüller. Astragalus hamrinensis ingår i släktet vedlar, och familjen ärtväxter. Inga underarter finns listade i Catalogue of Life.